# テネシー・セレステ・クラフリン

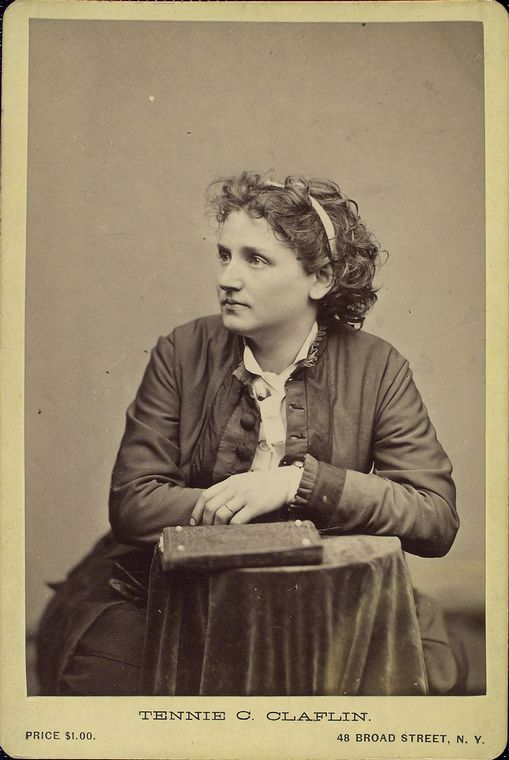
テネシー・セレステ・クラフリン

テネシー・セレステ・クラフリン(Tennessee Celeste Claflin、1845年10月26日 - 1923年1月18日)(別名テニー・C、クック夫人)は、アメリカ合衆国の婦人参政権論者。ウォール街に証券会社を設立した最初の女性として知られる。彼女が扱った株取引は急進的なフェミニスト新聞の出版の資金源となった。また彼女は、売春業の合法化にも賛同していた。

## 生い立ち
ルーベン・バックマン・クラフリンとロクサンナ・ハメル・クラフリンの娘としてオハイオ州ホーマーで生まれた。父のルーベンはさまざまな仕事をしており、それほど街で評判の良い人物ではなかったという。母のロクサンナは非常に宗教的な女性であった。テネシーは非常に貧しい家庭で育った。テネシーは少女の頃に、両親が考えついたMiss Tennessee's Magnetic Elixir for Beautifying the Complexion and Cleansing the Blood (『テネシーの肌を美しく保ち血液を浄化する万能薬』)の販売に加担させられた。テネシーは一時期、姉のヴィクトリア・クラフリン・ウッドハル(1838年 - 1927年)とともに透視能力者として商売をしていた。

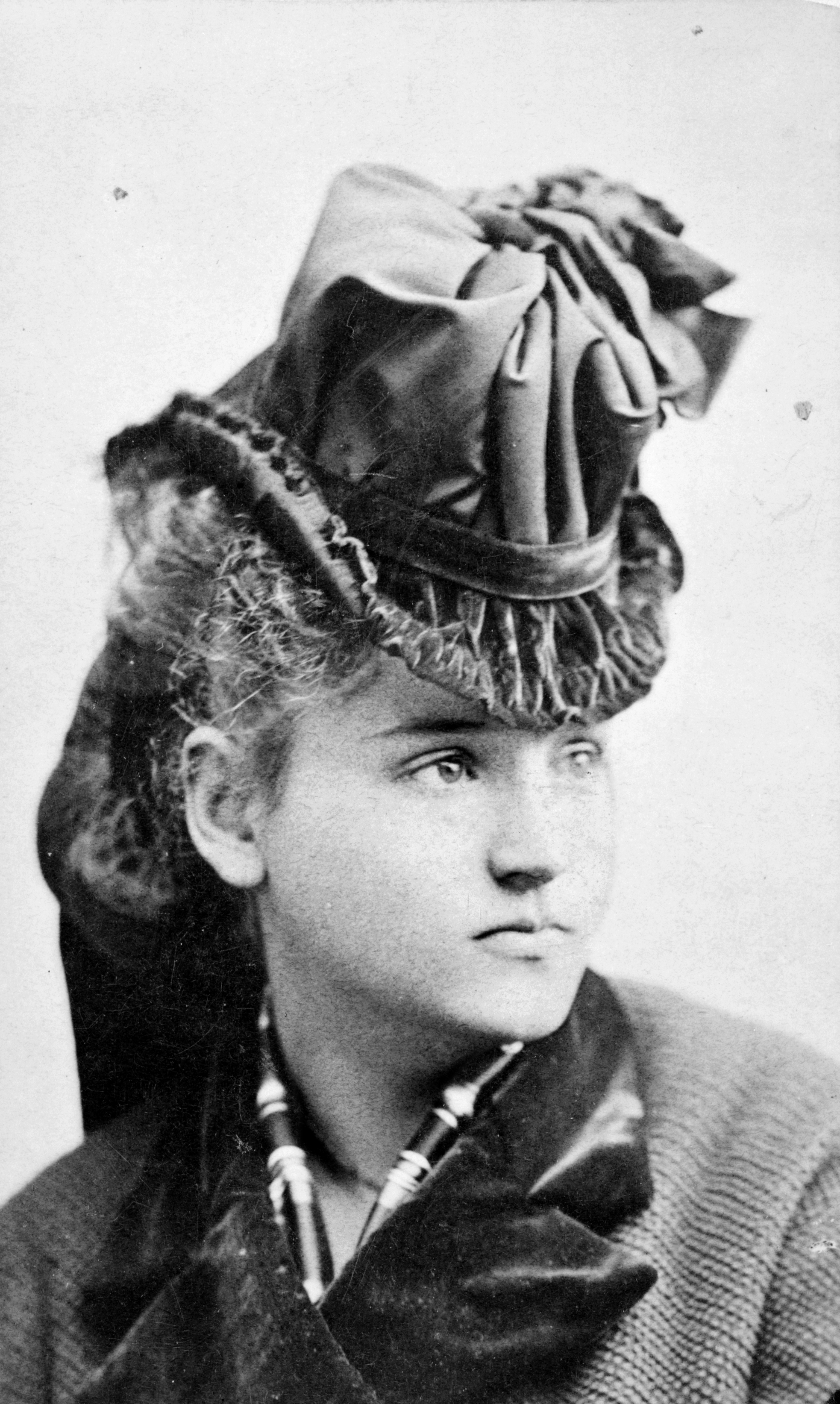
若き日のテネシー・バックマン・クラフリン

## コーネリアス・ヴァンダービルト
テネシーは22歳の頃、霊能力による治療を求めてやってきたコーネリアス・ヴァンダービルトと出会った。ヴァンダービルトはテネシーを気に入り、治療に対して気前よく支払いをしたという。寡夫であるヴァンダービルトがテネシーと再婚することに対して家族は非常に消極的であった。
テネシーは姉ヴィクトリアとともに投資会社ウッドハル、クラフリン&カンパニーを設立している。クラフリンがヴァンダービルトの恋人で、この会社はヴァンダービルトによる支援を受けているという噂があった。
1877年1月4日、ヴァンダービルトが1億ドルの遺産を残して亡くなった。ヴァンダービルトの遺言については家族から異議が出ることになったが、テネシーと姉のヴィクトリアはヴァンダービルトの遺言に関して一切、法廷で証言をしないかわりにヴァンダービルトの相続人たちから10万ドルを支払われることになった。ふたりは裁判の前にイギリスに向かった。

## 結婚
テネシーの最初の結婚はジョン・ボーテルス(旧姓バーテルス)とのものであったが、すぐ別ることとなった。
2度目の結婚は30代後半になってからであった。1885年10月15日、ポルトガルのモントセラトの子爵で妻を亡くした大変裕福なフランシス・クック卿とイギリスで再婚したのである。テネシーによると、クリックの亡くなった妻の魂は再婚を承諾したとされる。クックは結婚の数ヶ月後にヴィクトリア女王よりイギリスの爵位を得てクック準男爵となった。貴族の夫人となったテネシーの称号はモントセラト子爵夫人レディ・クックとなった。16年後フランシス卿が亡くなった時、25万ドルを相続し、妻のテネシーが殺したのではないかとの噂が立った。

## 政治活動
1870年代、テネシーは姉のヴィクトリアとともに女性の権利を訴える活動を行っており、この分野では華々しい活動家として認知されていた。テネシーはニューヨーク州議会議員に立候補もしている。テネシーは女性が軍隊で働けるようにすべきだという考えを持っており、これは賛否両論ある主張であった。テネシーとヴィクトリアは男性用の衣服を着用し、服装が女性の活動を妨げていることに抗議した。さらに女性参政権の導入を訴えるため、1871年の11月、ニューヨークで選挙のために有権者としての登録を試みた。登録には成功したが、結局投票は許可されなかった。

## 晩年
晩年のテネシーは姉ヴィクトリアとも夫クックとも不仲であった。1923年1月18日、テネシーはイギリスの又姪ユティカ・セレステ・ビーチャムの家で77歳で亡くなった。

## メディア
姉ヴィクトリアと共にWinner Take All (1976年)とOnward Victoria(1980年)の2本のミュージカル作品に登場している。さらにJ・D・クリスティリアンの小説『緋の女―スカーレット・ウーマン』(Scarlet Women、1996、1997年　扶桑社)でも描かれている。